# Kelvin Jones

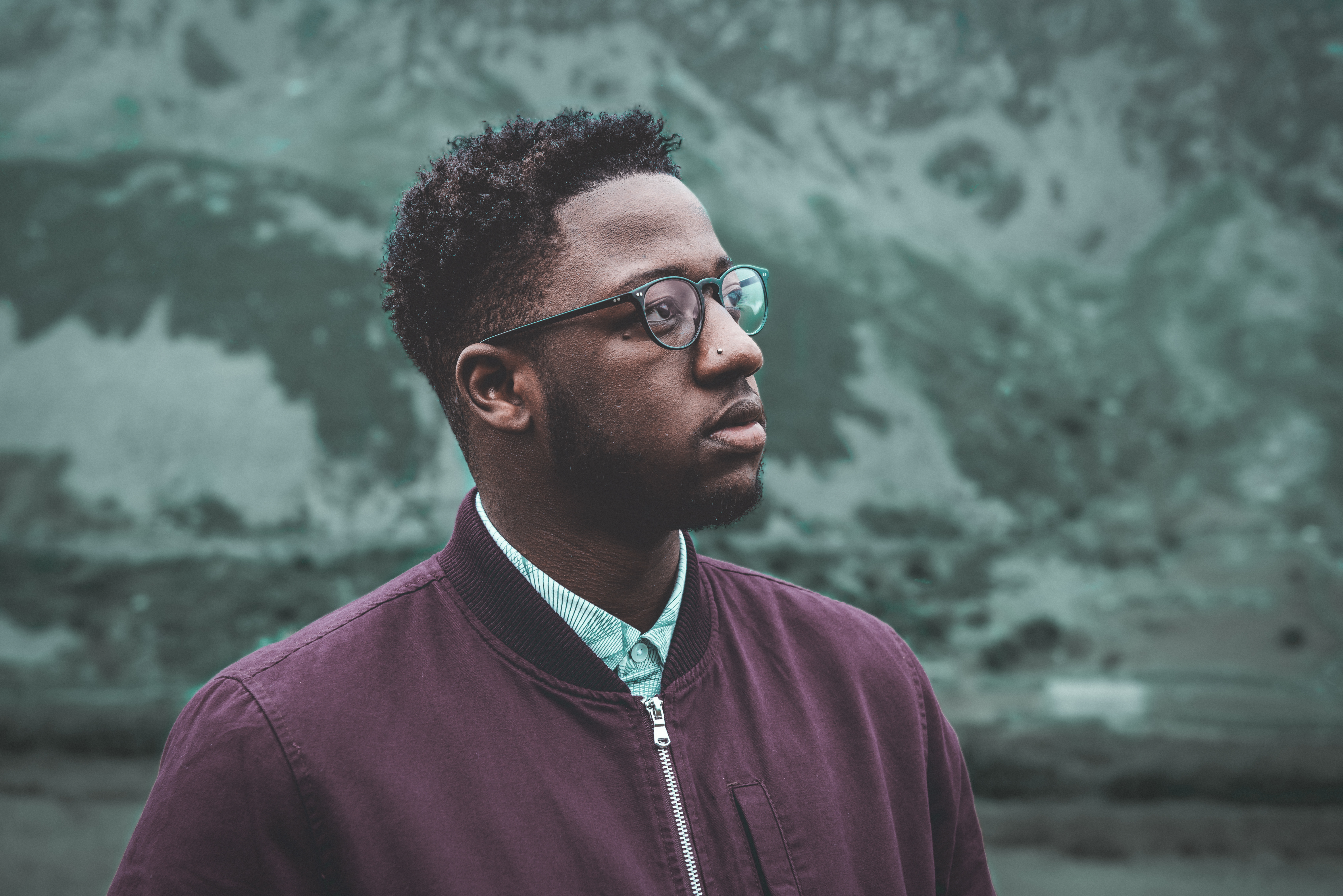
Kelvin Jones (2015)

Kelvin Jones (* 10. Februar 1995 in Chitungwiza, Simbabwe; eigentlich Tinashe Kelvin Mupani) ist ein simbabwisch-britischer Singer-Songwriter. Er lebt und arbeitet in Deutschland. 2025 kündigte er an, künftig unter seinem bürgerlichen Namen Mupani aufzutreten.

## Leben
Kelvin Jones wuchs bis zu seinem neunten Lebensjahr in Simbabwe auf und zog anschließend nach London. Er studierte in England Maschinenbau. Nebenbei begann er als Singer-Songwriter aktiv zu werden. 2014 veröffentlichte ein Freund des damals 19-Jährigen den Song Call You Home auf dem Internetportal Reddit. Der Song ging viral und wurde binnen eines Tages rund eine Million Mal aufgerufen. So gelangte der Song in die Show Good Morning America und Kelvin Jones wurde weltweit bekannt. Nach dem Erfolg des Songs gab er sein Studium auf und entschied sich, Berufsmusiker zu werden.
Anschließend unterschrieb er einen Vertrag bei Four Music, nachdem einige Plattenfirmen ihr Interesse bekundeten. In Berlin nahm er das Album Stop the Moment auf, das am 11. September 2015 veröffentlicht wurde und Platz 71 der deutschen und Platz 55 der Schweizer Charts erreichte. 2018 erschien Only Thing We Know. Im Mai 2020 trat er beim Free European Song Contest für Großbritannien mit seinem Song Friends an.
Seit 2016 lebt Jones in Deutschland.
Kelvin Jones war Teilnehmer der neunten Staffel der Sendung Sing meinen Song – Das Tauschkonzert, die seit dem 26. April 2022 ausgestrahlt wurde. 2024 ist er in der Jury von Dein Song.

## Diskografie
Studioalben

| Jahr | Titel Musiklabel                                      | Höchstplatzierung, Gesamtwochen, AuszeichnungChartplatzierungen (Jahr, Titel, Musiklabel, Platzierungen, Wochen, Auszeichnungen, Anmerkungen) | Höchstplatzierung, Gesamtwochen, AuszeichnungChartplatzierungen (Jahr, Titel, Musiklabel, Platzierungen, Wochen, Auszeichnungen, Anmerkungen) | Höchstplatzierung, Gesamtwochen, AuszeichnungChartplatzierungen (Jahr, Titel, Musiklabel, Platzierungen, Wochen, Auszeichnungen, Anmerkungen) | Anmerkungen                              |
| Jahr | Titel Musiklabel                                      | DE | AT | CH | Anmerkungen                              |
| ---- | ----------------------------------------------------- | --- | --- | --- | ---------------------------------------- |
| 2015 | Stop the Moment Four Music (Sony)                     | DE71 (1 Wo.)DE | — | CH55 (1 Wo.)CH | Erstveröffentlichung: 11. September 2015 |
| 2022 | This Too Shall Last Four Music (Sony)                 | DE60 (1 Wo.)DE | — | CH96 (1 Wo.)CH | Erstveröffentlichung: 6. Mai 2022        |
| 2024 | The Rude Awakening of Mr Big Juice. Four Music (Sony) | — | — | — | Erstveröffentlichung: 22. November 2024  |